# Gizmo (DJ)
Pour les articles homonymes, voir Gizmo.
DJ Gizmo, de son vrai nom Ferry Salee, est un producteur et disc jockey de hardstyle néerlandais né le 3 juin 1965 à La Haye.
Avec The Dark Raver, il est considéré par la presse spécialisée néerlandaise comme l'un des deux principaux représentants de la scène gabber de La Haye.

## Biographie
Né en 1965 à La Haye, d'origine indonésienne, Ferry Salee est très tôt attiré par la musique. Dès l'âge de douze ans, il monte avec un groupe d'amis une discothèque drive-in à La Haye, où ils passent du disco, de la soul et du funk. Ils animent alors des soirées de clubs de foot ou de hockey. C'est par ce biais qu'en 1979, il est recruté par le Rollerdisco de Scheveningen. Trop occupé par ses activités de DJ, Ferry Salee quitte le système scolaire sans diplôme. En 1986, il entre comme DJ au Club 61. En 1988, il commence à produire ses propres compositions hard house.
Sa plus retentissante collaboration est celle l'impliquant dans la Dreamteam d'ID&T, mais Gizmo a également travaillé conjointement avec Buzz Fuzz, avec lequel il forme le groupe Square Dimensione. Entre 1991 et 1992, Gizmo, R. Abels, Michael van Wijngaarden et Jerry Wolff sortent deux maxis sous le nom de 909 Bass Line. Avec Buzz Fuzz, Rob Gee, DJ Delirium, Charly Lownoise et Mental Theo, il forme le collectif Mental Hardcore Associates, qui sort le 12" Let's Get Wappie!. En collaboration avec le producteur néerlandais Maarten Visser, Gizmo sort également deux maxis sous le nom de Éch Heftag. En 1995, il reçoit le titre de meilleur DJ international en Suisse. En 1996, Gizmo monte son propre label, Gizmania Records, suivi en 1997 par Gizmania-X Records. Le catalogue reste toutefois très limité, cinq ou six références de Gizmo et de DJ Norman.
Dans les années 2000, Gizmo publie sporadiquement quelques EP dont Power 2 da People (2003) et Gangsterz (2004). En 2006, il se met au hardstyle collaborant avec Showtek pour l'EP Bangin (2006). Une compilation de ses meilleures compositions enregistrées entre 1992 et 1999, intitulée The Best of Gizmo - The Collected Works '92 - '99, est publiée.

## Style musical
À ses débuts, Gizmo est inspiré par des musiciens comme Robin Albers, Alex van Oosterom, King Bee et Peter Slaghuis. Aux commencement de la vague de la culture gabber aux Pays-Bas dans les années 1990, Gizmo se produit au Parkzicht, se trouvant alors à la pointe du style gabber. Conjointement avec Buzz Fuzz, DJ Dano et The Prophet, ils forment la Dreamteam, qui fera les beaux jours des premières compilations Thunderdome. Gizmo participe entre 2001 et 2005 au programme Hardhouse Generation sur Fresh FM, conjointement avec Norman, The Dark Raver, Cor de Splinter et DJ Sixpack. Il s'est fortement investi lors d'événements comme Rave the City, Thunderdome, Defqon.1 et Mystery Land, organisés par ID&T.

## Discographie

### Album studio
- 1993 : The Original Dreamteam – Thunderdome IV (avec The Prophet, Buzz Fuzz et Dano)

### EP etsingles
- 1992 : Ghost One  (sous le nom de The Gizmania)
- 1993 : Drummz (avec Buzz Fuzz)
- 1993 : Achtung (sous le nom de T.O.P.D.R.O.P.)
- 1994 : Whoopms!!! (avec The Dark Raver)
- 1994 : Brand New Dance (Square Dimensione)
- 1994 : To da Rescue
- 1996 : The Dopeman
- 1996 : The House of pain (Square Dimensione)
- 1999 : Dope Professionals
- 2003 : Power 2 da People (et DJ Norman)
- 2004 : The History of Hardcore - The Dreamteam Edition 03
- 2004 : Gangsterz (et DJ Norman)
- 2006 : Bangin' (avec Showtek)
- 2008 : The Best of Gizmo - The Collected Works '92 - '99 (compilation)
- 2015 : Saw 2015 (avec Housebangerz)

### Mixes
- 2001–2005 : Harder Mach 1–9 (double-albums)